# 王朝の陰謀 判事ディーと人体発火怪奇事件
『王朝の陰謀 判事ディーと人体発火怪奇事件』（おうちょうのいんぼう はんじでぃーとじんたいはっかかいきじけん、原題：狄仁傑之通天帝國、英題：Detective Dee and the Mystery of the Phantom Flame）は、2010年の中国・香港合作によるアクション・ミステリー映画である。監督はツイ・ハーク。主演はアンディ・ラウ、リー・ビンビン、ダン・チャオ、レオン・カーフェイ、カリーナ・ラウなど。
この映画はロバート・ファン・ヒューリックの推理小説『ディー判事シリーズ』をもとに、映画オリジナルストーリーを展開する。

## ストーリー
689年、則天武后が仏塔「通天仏」の建設を進める唐で、政府の要人が突然発火して黒こげになる怪事件が多発していた。則天武后は、8年前に皇帝が亡くなった際にその座についた彼女を非難して投獄された判事・ディー・レンチェ（狄仁傑）を呼び戻し、彼女の側近であるチンアル（静児）を監視役につかせたうえで事件の解決にあたらせた。

## キャスト
| 役名                       | 俳優                          | 日本語吹替 |
| -------------------------- | ----------------------------- | ---------- |
| ディー・レンチェ（狄仁傑） | アンディ・ラウ                | 田中雅之   |
| チンアル（静児）           | リー・ビンビン                | 白川りさ   |
| ペイ・ドンライ（裴東来）   | ダン・チャオ                  | 矢野正明   |
| シャトー（沙陀）           | レオン・カーフェイ            | 吉田裕秋   |
| 則天武后                   | カリーナ・ラウ                | 白石陽子   |
| ワンポー（王博）           | リチャード・ン テディ・ロビン |            |
| 琅琊王                     | ヤオ・ルー                    |            |

## スタッフ
- 監督・製作：ツイ・ハーク
- 原案：ロバート・ファン・ヒューリック
- 脚本：チャン・チァルー
- 撮影：チャン・チーイン、パーキー・チャン
- アクション監督：サモ・ハン
- 武術指導：ラム・ホイホン、ユン・ブン
- 美術監督：ジェームス・チュウ
- 衣裳デザイン：ブルース・ユー
- 編集：ヤウ・チーワイ
- 音楽：ピーター・カム

## シリーズ
いずれもツイ・ハーク監督作
- ライズ・オブ・シードラゴン 謎の鉄の爪（原題：狄仁杰之神都龍王、2013年）……本作の前日譚で、ディー・レンチェ（狄仁傑）役をマーク・チャオが演じている。
- 王朝の陰謀 闇の四天王と黄金のドラゴン（原題：狄仁杰之四大天王、2018年）……上記作品の続編で、引き続きディー・レンチェ（狄仁傑）役をマーク・チャオが演じている。

上記作品以外にも『王朝の陰謀～』という邦題が付いた映画作品が複数あるが、いずれも本作のシリーズとは無関係である。